# Skogsporr

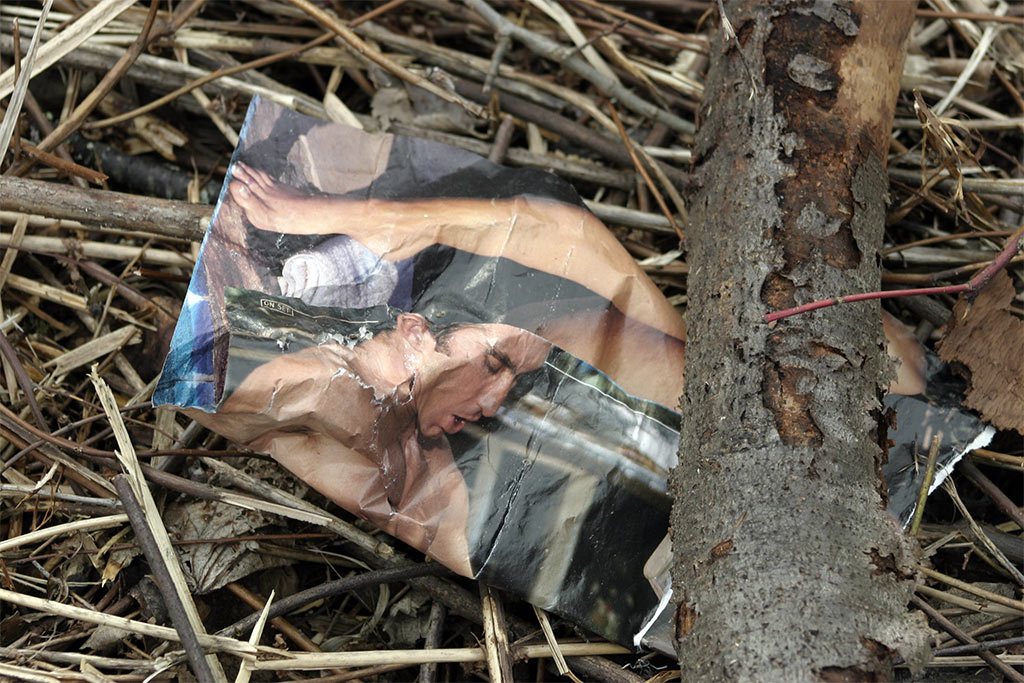
Una revista pornográfica abandonada en un bosque.

Skogsporr (en español: porno forestal) es un término sueco para designar a las revistas pornográficas abandonadas o escondidas en un entorno natural o en edificaciones abandonadas. A menudo son publicaciones escondidas por menores, en lugares alejados de sus hogares. También podían incluir videocasetes.
Este fenómeno fue particularmente frecuente a finales del siglo XX, cuando se daba una mayor disponibilidad de acceso a pornografía impresa, pero cuya posesión estaba todavía mal vista, especialmente en las familias. Posteriormente, con la facilidad de ver contenidos pornográficos en Internet, la pornografía forestal se ha vuelto cada vez más rara.